# Sent Daunís (Òlt)
Sent Daunís de Martèl (en francès Saint-Denis-lès-Martel) és un municipi francès situat al departament de l'Òlt i a la regió d'Occitània.

## Demografia
| 1962                                       | 1968 | 1975 | 1982 | 1990 | 1999 | 2007 |
| ------------------------------------------ | ---- | ---- | ---- | ---- | ---- | ---- |
| 362                                        | 437  | 338  | 358  | 324  | 362  | 403  |
| Des de 1962: població sense dobles comptes |      |      |      |      |      |      |

## Administració
| Període | Identitat           | Partit |
| ------- | ------------------- | ------ |
| 2001-   | Bertrand Lacarrière |        |